# Oscar Galíndez
Oscar Saúl Galíndez (Río Tercero, 5 de junio de 1971) es un deportista argentino que compite en triatlón y duatlón.
Ganó en triatlón dos medallas de bronce en los Juegos Panamericanos, en los años 1995 y 2003, y dos medallas de oro en el Campeonato Panamericano de Triatlón, en los años 1994 y 1998. Además, obtuvo una medalla de plata en el Campeonato Mundial de Ironman 70.3 de 2007.
En duatlón consiguió una medalla de oro en el Campeonato Mundial de 1995.

## Palmarés internacional
| Juegos Panamericanos    | Juegos Panamericanos            | Juegos Panamericanos | Juegos Panamericanos |
| Año                     | Lugar                           | Medalla              | Prueba               |
| ----------------------- | ------------------------------- | -------------------- | -------------------- |
| 1995                    | Mar del Plata (Argentina)       | Medalla de bronce    | Individual           |
| 2003                    | Santo Domingo (Rep. Dominicana) | Medalla de bronce    | Individual           |
| Campeonato Panamericano |                                 |                      |                      |
| Año                     | Lugar                           | Medalla              | Prueba               |
| 1994                    | Mar del Plata (Argentina)       | Medalla de oro       | Individual           |
| 1998                    | Varadero (Cuba)                 | Medalla de oro       | Individual           |

| Campeonato Mundial | Campeonato Mundial          | Campeonato Mundial | Campeonato Mundial |
| Año                | Lugar                       | Medalla            | Prueba             |
| ------------------ | --------------------------- | ------------------ | ------------------ |
| 2007               | Clearwater (Estados Unidos) | Medalla de plata   | Individual         |

| Campeonato Mundial | Campeonato Mundial | Campeonato Mundial | Campeonato Mundial |
| Año                | Lugar              | Medalla            | Prueba             |
| ------------------ | ------------------ | ------------------ | ------------------ |
| 1995               | Cancún (México)    | Medalla de oro     | Individual         |